# Pałac w Porażynie
Pałac w Porażynie znajduje się we wsi Porażyn w województwie wielkopolskim, w części wsi położonej w pobliżu przystanku kolejowego Porażyn.
Zbudowany został ok. 1880-1882 r. jako pałac-willa Eichenhorst (dosł. gniazdo dębów) dla właściciela dóbr opalenickich - Franza Heinricha von Beyme. Projekt powstał w znanej berlińskiej firmie architektonicznej Hermanna von der Hude i Juliusa Hennicke. Był on w tamtych czasach wysoko oceniany i znalazł się jako wzór do naśladowania w znanym czasopiśmie architektonicznym Architektonisches Skizzenbuch. Wpływ na to miała wysoka ocena kompozycji całości i dekoracji wnętrz. Na elewacji zewnętrznej występuje typowe zestawienie kolorystyczne czerwonej cegły i białego tynku detali architektonicznych. Kolumnowy portyk został przebudowany na półkolistą część wejściową. Pałac był dwukrotnie przebudowywany - około 1900 roku oraz podczas II wojny światowej.
W 1920 nieruchomość (wraz z parkiem i kilkoma okolicznymi majątkami) zakupił generał Kazimierz Sosnkowski z przeznaczeniem na rezydencję. Po II wojnie światowej w pałacu kształcili się leśnicy: od 1 listopada 1945 funkcjonował jako szkoła leśna, natomiast od 1971 mieściło się w nim Policealne Studium Leśne. We wrześniu 1993 szkoła została przeniesiona do Technikum Leśnego w Goraju. Pałac przekazano Nadleśnictwu Grodzisk i utworzono w nim ośrodek szkoleniowo-wypoczynkowy oraz hotel.
Kompleks pałacowy uzupełniają: zabytkowa masztalarnia (wybudowana w stylu podobnym do głównego budynku) oraz leśny park, w którym można spotkać m.in. buki i dęby.